# Кремпа-Кашубська
Кремпа-Кашубська (пол. Krępa Kaszubska, нім. Krampe) — село в Польщі, у гміні Нова Весь-Лемборська Лемборського повіту Поморського воєводства.
Населення — 583 особи (2011).
У 1975-1998 роках село належало до Слупського воєводства.

## Демографія
Демографічна структура станом на 31 березня 2011 року:
|          | Загалом | Допрацездатний вік | Працездатний вік | Постпрацездатний вік |
| -------- | ------- | ------------------ | ---------------- | -------------------- |
| Чоловіки | 310     | 88                 | 200              | 22                   |
| Жінки    | 273     | 71                 | 151              | 51                   |
| Разом    | 583     | 159                | 351              | 73                   |